# Віслава
Віслава (словац. Vislava) — село, громада в окрузі Стропков, Пряшівський край, Словаччина. Розташоване в північно-східній частині країни, за 11 км на північ від Стропкова, центра округи, біля межі із округою Свидник. Кадастрова площа громади — 10,96 км².
Вперше згадується 1353 року.

## Географія
Висота над рівнем моря середня — 265 м, у межах території громади — від 240 до 400 м.
Розташоване в Низьких Бескидах в долині правої притоки Хотчанки
1. sitelinks-wikipedia|[d]]] — річки Віславки (словац. Vislavka). Річка тече єдиною вулицею села.

## Населення
| Рік:            | 1994. | 2004.   | 2014.    | 2024.   |
| --------------- | ----- | ------- | -------- | ------- |
| Кількість осіб: | 242   | 234     | 205      | 187     |
| Різниця:        |       | -3,30 % | -12,39 % | -8,78 % |

| Рік:            | 2023. | 2024.   |
| --------------- | ----- | ------- |
| Кількість осіб: | 191   | 187     |
| Різниця:        |       | -2,09 % |

У селі мешкає 224 особи. Є дитячий садок і початкова школа (до 4-го класу).
Національний склад населення (за даними останнього перепису населення — 2001 року):
- словаки — 94,80 %
- русини — 3,20 ⅝

Склад населення за приналежністю до релігії станом на 2001 рік:
- греко-католики — 90,00%,
- православні — 4,40%,
- римо-католики — 3,20%,
- не вважають себе віруючими або не належать до жодної вищезгаданої церкви: 2,40%

## Пам'ятки
У селі є греко-католицька церква святого Василя Великого з 1906 року в стилі неокласицизму.